# Государственная премия Узбекской ССР имени Хамзы
Государственная премия Узбекской ССР имени Хамзы — ежегодная премия, присуждавшаяся с 1964 года Комитетом по Государственным премиям Узбекской ССР в области литературы, искусства и архитектуры при Кабинете Министров Узбекской ССР. 
Носит имя Хамза Хакимзаде Ниязи, узбекского поэта, драматурга, общественного деятеля, народного поэта Узбекской ССР (1926), основоположника узбекской советской литературы.
Присуждалась ежегодно ко дню образования Узбекской ССР :
- за наиболее талантливые поэтические и сценические произведения литературы и искусства, получившие общественное признание, являющиеся крупным вкладом в культуру Узбекистана, отличающиеся высоким профессиональным уровнем, актуальностью и глубиной в художественном исследовании истории и современной действительности Узбекистана (ранее Узбекской ССР), активной роли трудящихся республики в строительстве гуманного общества;
- за архитектурные сооружения, представляющие большую эстетическую ценность, органически сочетающие в себе достижения мировой, советской архитектуры и традиций узбекского национального зодчества;
- за яркие талантливые работы в области журналистики;
- за литературно-критические исследования, имеющие важное значение в изучении проблем эстетики, теории и практики художественного творчества;
- за высокопрофессиональные переводы мировой, русской классической и советской художественной литературы всех жанров на узбекский язык и оригинальной узбекской литературы — на языки народов мира.

Государственные премии Узбекской ССР имени Хамзы в области литературы, искусства и архитектуры присуждались один раз в три года в количестве трех премий по 5 000 рублей каждая. Премии за работы, выполненные коллективом авторов, распределялись поровну.
Лицам, удостоенным Государственной премии Узбекской ССР имени Хамзы, вручались диплом и почётные знаки. Почётный знак лауреата Государственной премии Узбекской ССР имени Хамзы носился на правой стороне груди после почётных знаков лауреатов Государственной премии Узбекской ССР имени Навои.
Диплом и почетный знак умершего лауреата Государственной премии Узбекской ССР имени Хамзы (или награжденного посмертно) оставлялся или передался его семье как память.